# Jure Bučar
Jure Bučar, slovenski plavalec, * 4. januar 1966, Ljubljana.
Bučar je za Slovenijo nastopil na Poletnih olimpijskih igrah 1992, 1996 in 2000. 
V Barceloni, kjer je nastopil v disciplinah 200 in 400 metrov prosto je na 200 metrov osvojil 29., na 400 metrov pa 16. mesto. V Atlanti je bil v istih disciplinah 34. in 20., v Sydneyju pa je nastopil samo na 400 metrov prosto in zasedel 35. mesto.